# Eugène Carrière

Selbstporträt, Öl auf Leinwand, 41 × 33 cm, Musée d’Orsay

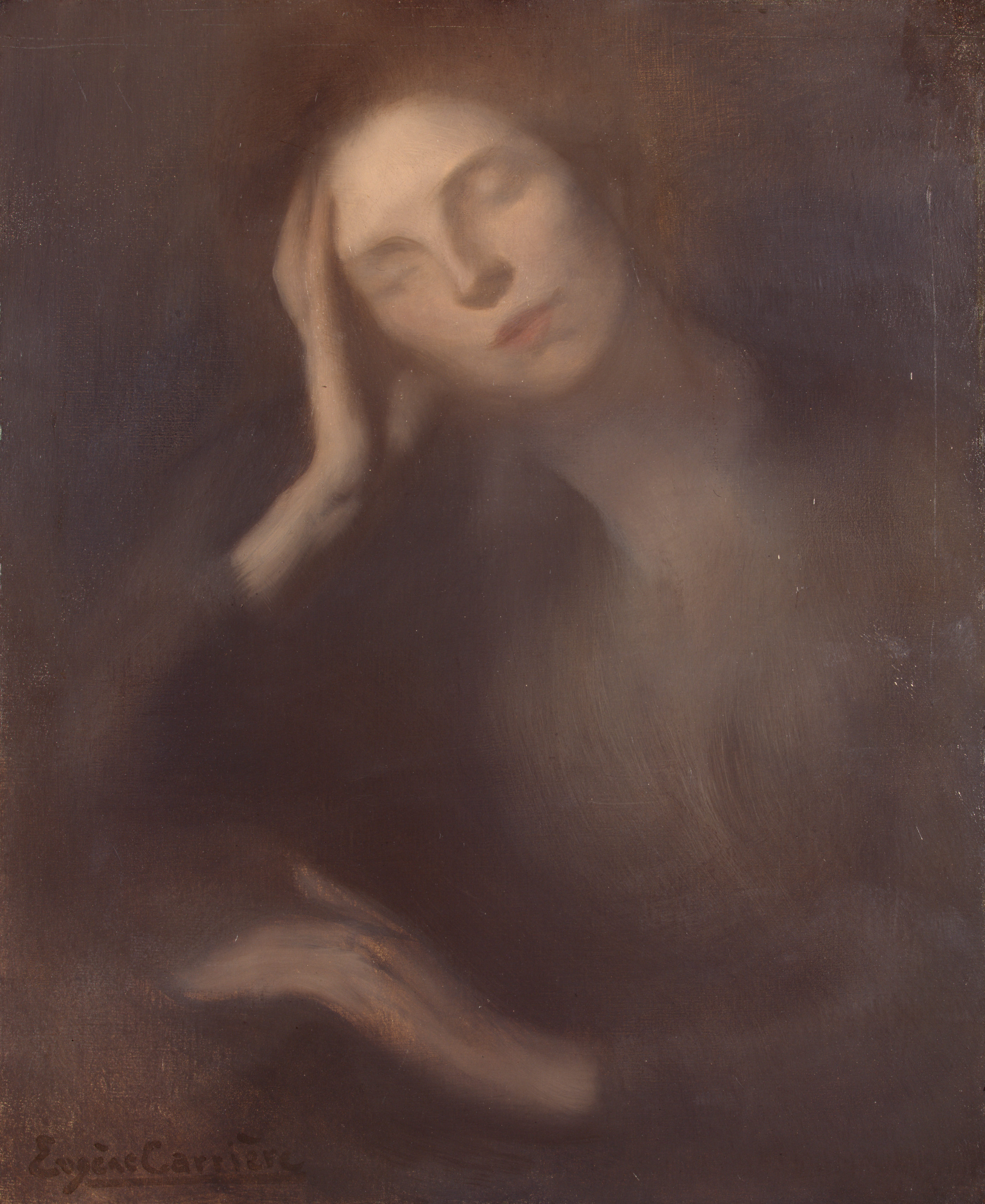
Femme accoudée à la table, 1893, Öl auf Leinwand

Eugène Carrière (* 18. Januar 1849 in Gournay-sur-Marne; † 27. März 1906 in Paris) war ein französischer Maler und Lithograf. Der Symbolist ist bekannt für seine Porträts von Künstlern und Dichtern seiner Zeit sowie für düstere, schemenhaften Gemälde von Frauen und Kindern.

## Leben
Eugène Carrière wurde als achtes von neun Kindern in eine recht arme Familie geboren und wuchs in Straßburg auf. Dort absolvierte er eine fünfjährige Ausbildung zum Lithograf. Gegen den Willen seines Vaters entschied er sich, angeregt durch die Bilder von Rubens im Louvre, die er bewunderte, 1869 zu einem Studium an der Pariser Kunsthochschule bei Alexandre Cabanel. Ein Jahr später meldete er sich als Freiwilliger zur französischen Armee und geriet in Dresden in Gefangenschaft.
1872 kehrte er nach Paris zurück. Bei einem Kurzaufenthalt in London lernte er die Gemälde William Turners kennen, die ihn stark beeinflussten. In diese Zeit fällt auch seine Heirat mit Sophie Desmouceaux, mit der er später sieben Kinder hatte.
In den folgenden Jahren lebte er als kommerzieller Künstler ohne große Erfolge von Gelegenheitsarbeiten, um seine größer werdende Familie zu ernähren. Er entwarf unter anderem Grußkarten und arbeitete in der Porzellanmanufaktur in Sèvres, wo sich eine Freundschaft mit dem ebenfalls dort arbeitenden Auguste Rodin entwickelte.
Erfolg begann sich für Carrière erst ab 1889 einzustellen, als er als 40-Jähriger im Pariser Salon einen Kunstpreis gewann und eigene Ausstellungen erhielt. Zu dieser Zeit hatte er, der zuvor eher farbenfrohe Bilder malte, zu dem typischen Stil gefunden, für den er heute bekannt ist. In den folgenden Jahren gehörte Carrière zu den bekanntesten französischen Malern seiner Zeit. Er malte viele Porträts von Berühmtheiten seiner Zeit, zu seinen Freunden gehörten neben Rodin auch Paul Gauguin und Edmond de Goncourt.
Als eine Größe der Pariser Künstlerwelt des Fin de siècle war Eugène Carrière nicht unpolitisch und am Zeitgeschehen interessiert. So gehörte er zu einer Reihe bekannter Persönlichkeiten, die in der Dreyfus-Affäre das J’accuse von Émile Zola unterstützten.
1899 gründete er die Académie Carrière, wo unter anderem Henri Matisse und André Derain zu seinen Schülern gehörten.
Am 27. März 1906 starb Eugène Carrière, der seit längerer Zeit an Kehlkopfkrebs erkrankt war, in seinem Atelier in der Villa des Arts auf Montmartre. Bei seinem Begräbnis, bei dem sein Freund Auguste Rodin die Grabrede hielt, war ein Großteil der Pariser Künstlergemeinde versammelt.

## Werk

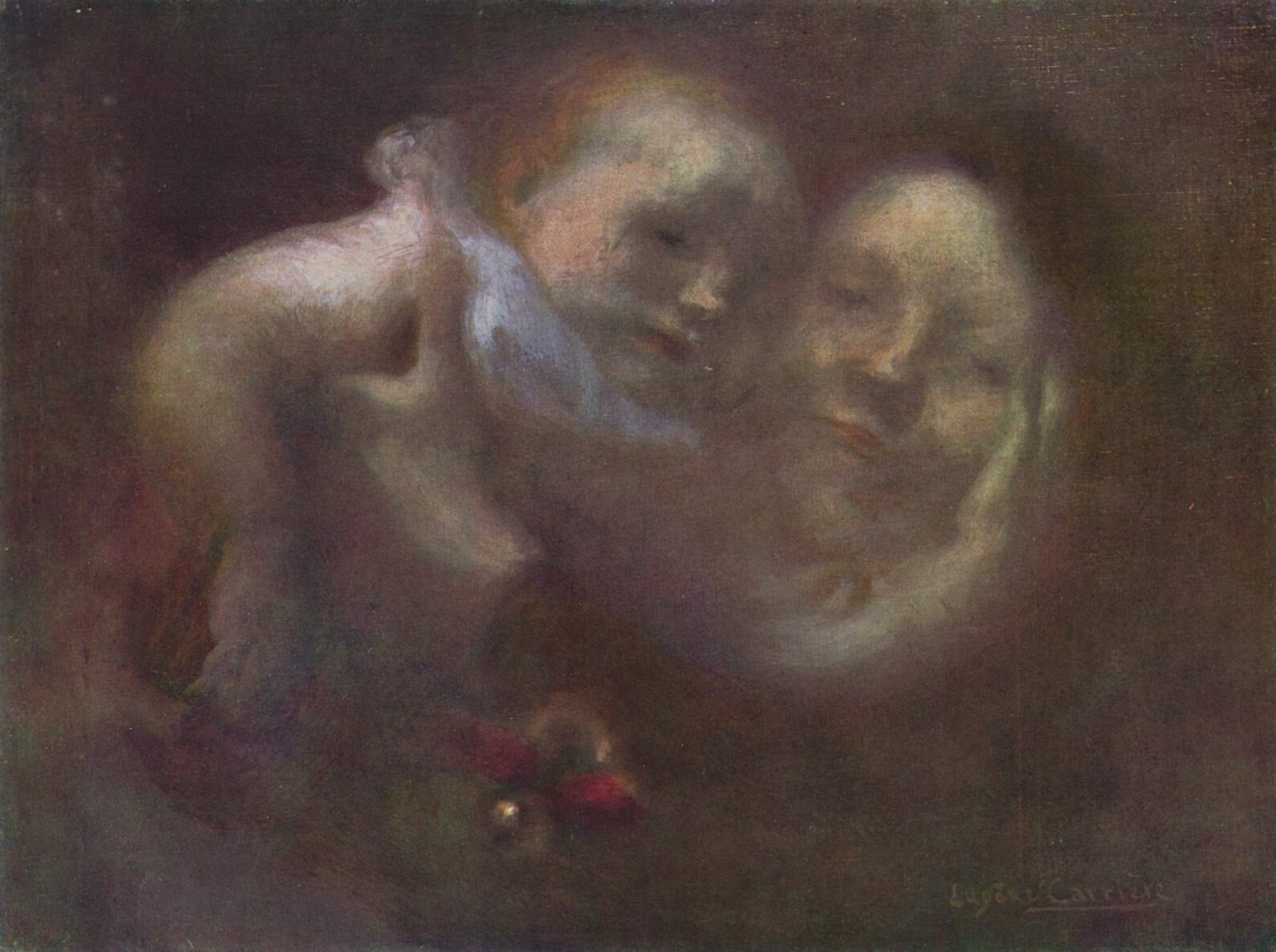
Mutterschaft (ca. 1890) Öl auf Leinwand, 49 × 64,5 cm, Ungarische Nationalgalerie

Carrière bevorzugte hauptsächlich zwei Themen. Die Darstellung von Müttern mit ihren Kindern (Maternité) und Porträts. In jungen Jahren konnte er sich als unbekannter Maler keine Modelle leisten. Das trug dazu bei, dass auf vielen seiner Bilder Mitglieder seiner Familie zu sehen sind.
Bekannt ist Eugène Carrière für den Stil, zu dem er Ende der 1880er Jahre fand. Dieser besteht in monochromen, grau-braunen Bildern, in denen sich schemenhaft die Gesichtszüge von Menschen aus einer nebligen, dunklen Umgebung abzeichnen. Auf diese Weise erzeugen seine Bilder Situationen großer Intimität.
Carrières bekanntestes Werk ist ein Porträt des französischen Dichters Paul Verlaine, aber er malte auch Porträts von Georges Clemenceau, Isadora Duncan und vielen anderen berühmten zeitgenössischen Künstlern.

## Wirkung

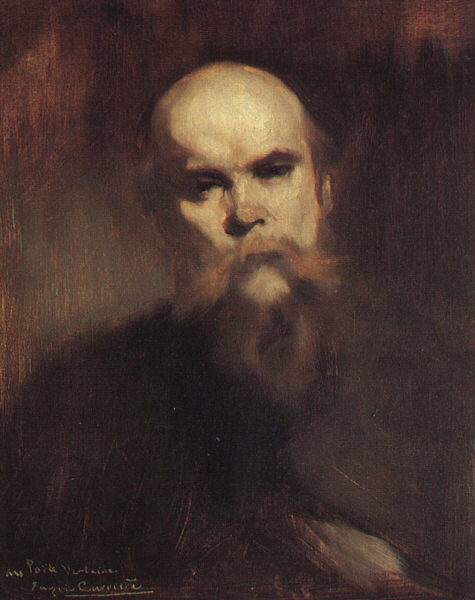
Portrait Paul Verlaines, Öl auf Leinwand, 61 × 51 cm, Musée d’Orsay

Es wird oft vermutet, dass Pablo Picasso in seiner blauen Periode durch Carrière beeinflusst war. Obwohl Picasso ihm ein Gemälde widmete, lässt sich dies jedoch nicht klar belegen.
Zu Lebzeiten sehr bekannt und beliebt, geriet Carrière in den Jahrzehnten nach seinem Tod etwas in Vergessenheit. Auch wenn viele bekannte Museen Europas Werke von ihm ausstellen, steht er im Schatten bekannterer Zeitgenossen. Im Jahr 2006 gab es anlässlich seines einhundertsten Todestages verstärkte Bemühungen, Carrières Werk wieder in den Blickpunkt der Öffentlichkeit zu rücken, unter anderem durch eine Ausstellung im Musée d’Orsay, das die weltweit größte Sammlung von Bildern Carrières besitzt.

## Museen (Auswahl)
- Ermitage, St. Petersburg
- Frick Collection, New York City
- Louvre, Paris
- Musée d’Orsay, Paris
- National Gallery, London
- Museum of Modern Art, New York City
- Muzeul Național de Artă al României, Bukarest
- Tate Gallery, London
- Von der Heydt-Museum, Wuppertal